# GOOD OLD DAYS
『GOOD OLD DAYS』（タイ語: GOOD OLD DAYS ร้านซื้อขายความทรงจำ、グッド・オールド・デイズ）は、ピーラワット・シェーンポーティラット（クリス）、ワチラウィット・チワアリー（ブライト）、メータウィン・オーパッイアムカジョーン。タイではDisney+Hotstarにて2022年8月10日から毎週水曜日と木曜日の18:00（ICT）に配信が開始され、日本では2022年秋にCSテレ朝チャンネルにて放送予定となっている。

## 概要
このドラマは6つのストーリーで構成されており、内4つを『The Gifted』の脚本・監督のひとりであるワーステープ・ケトペッチ（ワー）（タイ語: วาสุเทพ เกตุเพ็ชร์）が、2つをHello Filmmakerの共同創設者兼監督であるパタラポン・ウィーラサウォング（プローイ）（タイ語: พลอย-ภัทรภร วีระศักดิ์วงศ์）が監督する。
全てのストーリーはとあるアンティークショップを舞台にしており、そこで売られている6つの品物をキーとして、幸福、悲しみ、夢、思い出などをテーマに展開される。

## キャスト

### Bond and Relationship - 絆と関係-
- プー：ターナット・ロークンナソムバット（リー）
- ミント：ヨンワリー・アニンボン（ファー）
- バーテンダー：チンラット・シリポンチャワリット（マイク）　※ゲスト出演
- 犬を連れた女性：ラミダー・ジーラノラパット（ジェーン）　※ゲスト出演

### Memory of Happiness -幸せの記憶-
- ウット：パトムポン・ルンジャイディ（トーイ）
- ジャッブ：タワン・ウィホクラット（テイ）
- ピアン：サランチャナー・アピーサマイモンコン（アーイ）
- ピート：メータス・オーパッイアムカジョーン（ミック）

### Road to Regret -後悔の旅路-
- ボム：ウェイアー・サングーン（ジョス）
- ゴッド：ケイ・ラットシティチャイ
- カイ：ティパナリー・ウィーラワトノドム（ナムターン）
- トン：Ratthanant Janyajirawong
- ソング叔父さん：Boonsong Nakphoo

### Our Soundtrack -2人のサウンドトラック-
- トン：ワチラウィット・チワアリー（ブライト）
- ギップ：カンヤーウィー・ソンムーアン（ターニン）
- フア：パヌロー・チャルムキッポーンタウィー（ペッパー）
- ガイ：シワコーン・レーチューチョー（ガイ）

### Love Wins -愛は勝つ-
- メオ：メータウィン・オーパッイアムカジョーン（ウィン）
- ミウ：チャヤーニット・チャンサヤーウェット（パット）
- ミウの姉MIW：パチャラー・タプトーン(クラプーク)
- チャイアナン：レオ・ソッセイ
- インク：ベンヤーパー・ジーンプラソーム（ヴィウ）
- チャン：ニーラ・スワナマー（ニーン）
- パン：パーシディー・ペッスティー（ルックジャン）
- A：チャヤポン・ジュターマー　（エージェー）
- ミーン：タラトーン・ジャンタラウォーラカーン（ブーム）
- ナット：ジラワット・スティワニッチャサック（ディウ）　※ゲスト出演
- F：ジラキット・ターワンウォン（メーク）　※ゲスト出演

### Somewhere Only We Belong -僕らの秘密の場所-
- ヘイ：ピーラワット・シェーンポーティラット（クリス）
- マイ：チャニカン・タンカボディー（プリム）
- ヘイの祖父：ソムバット・メタニー

## オリジナルサウンドトラック
| タイトル              | アーティスト       | 備考  |
| --------------------- | ------------------ | ----- |
| Good Old Days         | Krist Perawat      | [ 3 ] |
| ระหว่างทาง (Good Time) | BRIGHT x Thanaerng | [ 4 ] |